# Brotherhood (album de New Order)
Pour les articles homonymes, voir Brotherhood.
Albums de New Order
Low-Life
(1985) Substance
(1987)
Brotherhood est le quatrième album studio du groupe anglais New Order, sorti le 29 septembre 1986.
En 2015, Peter Hook and The Light l'ont rejoué sur scène. Les neuf titres du vinyle figurent dans l'ordre dans leur double album New Order's "Low Life" & "Brotherhood" (Live At Hebden Bridge).
Une definitive edition de l’album parait le 22 novembre 2024.

## L'album
Brotherhood explore davantage le mélange de post-punk et de musique électronique du groupe, avec un album divisé entre une « face électronique et une face rock »[réf. nécessaire]. Stephen Morris déclara que l'album fut conçu dans « une ambiance schyzophrénique où nous faisions une face de l'album avec des synthétiseurs et l'autre avec des guitares », ce qu'il estimait rétrospectivement « ne pas bien marcher ».
Dans une interview dans le magazine Option en 1987, Morris affirmait que la « fin bizarre » de Every Little Counts – qui sonne comme l'aiguille d'un disque vinyle qui quitte le sillon – est similaire à la fin du titre des Beatles A Day in the Life. Pour Morris : « Ce que nous aurions dû faire, c'est faire sonner la version cassette comme si la bande était pliée. Le CD aurait pu avoir le son d'un collage ».
Un sample du prélude de L'Or du Rhin de Richard Wagner peut être entendu à la fin de la chanson All Day Long. Ce prélude peut également être entendu dans Krafty (2005). Le prélude est également utilisé plus tard par le groupe pour ouvrir leurs concerts.

## Titres de l'album
| No  | Titre                                      | Durée |
| --- | ------------------------------------------ | ----- |
| 1.  | Paradise                                   | 3:51  |
| 2.  | Weirdo                                     | 3:53  |
| 3.  | As It Is When It Was                       | 3:46  |
| 4.  | Broken Promise                             | 3:47  |
| 5.  | Way Of Life                                | 4:06  |
| 6.  | Bizarre Love Triangle                      | 4:22  |
| 7.  | All Day Long                               | 5:12  |
| 8.  | Angel Dust                                 | 3:44  |
| 9.  | Every Little Counts                        | 4:28  |
| 10. | State of the Nation (sur le CD uniquement) | 6:33  |

2008 Collector's Edition reissue bonus disc
| No | Titre                                           | Durée |
| -- | ----------------------------------------------- | ----- |
| 1. | State of the Nation (12" mix)                   |       |
| 2. | Bizarre Love Triangle (12" Version)             |       |
| 3. | 1963 (12" Version)                              |       |
| 4. | True Faith (12" Version ; Shep Pettibone Remix) |       |
| 5. | Touched by the Hand of God (12" Version)        |       |
| 6. | Blue Monday '88                                 |       |
| 7. | Evil Dust                                       |       |
| 8. | True Faith (True Dub)                           |       |
| 9. | Beach Buggy                                     |       |

2024 Definitive Edition bonus disc
| No  | Titre                                           | Durée |
| --- | ----------------------------------------------- | ----- |
| 1.  | Shellshock (AOR version)                        |       |
| 2.  | State of the Nation (Japan demo)                |       |
| 3.  | Paradise (Robert Racic remix)                   |       |
| 4.  | As It Is When It Was (Japan demo)               |       |
| 5.  | Broken Promise (instrumental)                   |       |
| 6.  | Bizarre Love Triangle (Stephen Hague 12” remix) |       |
| 7.  | All Day Long (instrumental)                     |       |
| 8.  | Evil Dust                                       |       |
| 9.  | Every Little Counts (full length)               |       |
| 10. | Salvation Theme                                 |       |
| 11. | Skullcrusher (full length)                      |       |
| 12. | Touched by the Hand of God (Salvation version)  |       |
| 13. | Let’s Go (Salvation version)                    |       |
| 14. | Sputnik                                         |       |
| 15. | Blue Monday '88 (Michael Johnson 12” remix)     |       |